# Municipio de El Bosque
El municipio de El Bosque  es uno de los 124 municipios que componen el estado mexicano de Chiapas. 

## Geografía
El municipio de El Bosque se encuentra en la región socioeconómica VII de Los Bosques. Tiene una extensión territorial de 159.03 km², que representa el 6.76% de la superficie total de la región.
Limita al este con el municipio de Chalchihuitán; al norte con el municipio de Simojovel, al oeste con el municipio de Jitotol, al sur con el municipio de Larráinzar, y al suroeste con el municipio de Bochil.
El terreno del municipio es accidentado, por estar dentro de las montañas del norte del estado. Predomina un clima cálido húmedo con lluvias todo el año, teniendo una temperatura promedio anual de 22.5 °C con una precipitación pluvial de 2500 milímetros anuales. Los ríos principales del municipio son San Pedro Nixtalucum, Cucahuitz, Pamahuitz, Blanco, la Esperanza, el Triunfo, Tres Puentes y el Bosque.
La vegetación es de selva alta y cuenta con una gran variedad de especies entre las que sobresalen: mirasol, jopi, hule, caoba, amate, cedro, ceiba, pino, roble, sabino y ciprés. Existe una gran cantidad de boas, iguanas, tortugas, zopilotes, jabalíes y venados.

## Historia
Los orígenes del municipio se remontan a 1712, cuando fue fundado por gente de San Juan Chamula, específicamente del paraje Muken. El 13 de noviembre de 1915, al dividirse el estado en 12 departamentos, El Bosque formó parte de Simojovel. El municipio del bosque se llamaba originalmente San Juan Bautista, pero el 13 de febrero de 1934, por decreto del Gobernador del Estado de Chiapas, Victórico Ramos Grajales, su nombre fue cambiado por El Bosque, debido a la campaña anticlerical que se tenía en esos momentos.
Al ser creados los 59 municipios libres, el Bosque (San Juan), queda con dos delegaciones; Los Plátanos y San Pablo. Durante el movimiento zapatista en enero de 1994, algunas comunidades del municipio se unieron a él.

## Demografía
De acuerdo a los resultados del Censo de Población y Vivienda de 2020 realizado por el Instituto Nacional de Estadística y Geografía, la población total del municipio es de 24 273 habitantes, lo que representa un crecimiento promedio de 2.8% anual en el período 2010-2020 sobre la base de los 18 559 habitantes registrados en el censo anterior. Al año 2020 la densidad del municipio era de 152,5 hab/km².
| Gráfica de evolución demográfica de Municipio de El Bosque entre 2000 y 2020 |
|                                                                              |
| Fuente: Instituto Nacional de Estadística Geografía e Informática            |

El 48.2% de los habitantes eran hombres y el 51.8% eran mujeres. El 77.5% de los habitantes mayores de 15 años (11 479 personas) estaba alfabetizado. La población indígena sumaba 23 704 personas.
En 2020 el 52.4% (12 712 personas) profesaba la religión católica; el 33.6% (8146 personas) adherían a los credos Protestantes, Evangélicos y Bíblicos; el 13.7% (3318 personas) eran ateas o sin religión y solo 79 personas practicaban alguna religión distinta a las anteriores.
Según los datos obtenidos en el censo de 2020, la situación de pobreza extrema afectaba al 47.6% de la población (11 668 personas).

### Localidades
En el censo de 2020 el municipio de El Bosque contaba con 60 localidades.
| Código INEGI      | Localidad             | Población (2020) |
| ----------------- | --------------------- | ---------------- |
| 070140001         | El Bosque             | 5 833            |
| 070140058         | San Pedro Nichtalucum | 3 126            |
| 070140032         | Plátanos              | 2 671            |
| 070140045         | San Cayetano          | 1 945            |
| 070140003         | Álvaro Obregón        | 1 539            |
| Otras localidades | Otras localidades     | 9 159            |
| Total municipal   | Total municipal       | 24 273           |

## Gastronomía
El atole y el tamal de frijol, son parte importante de la gastronomía del municipio.

### Ámbar
El municipio de El Bosque, tiene yacimientos de ámbar que han sido poco explotados, encontrándose un Ámbar color blanco, único en la región. El cual puede adquirirse en negocios dentro de la cabecera municipal.

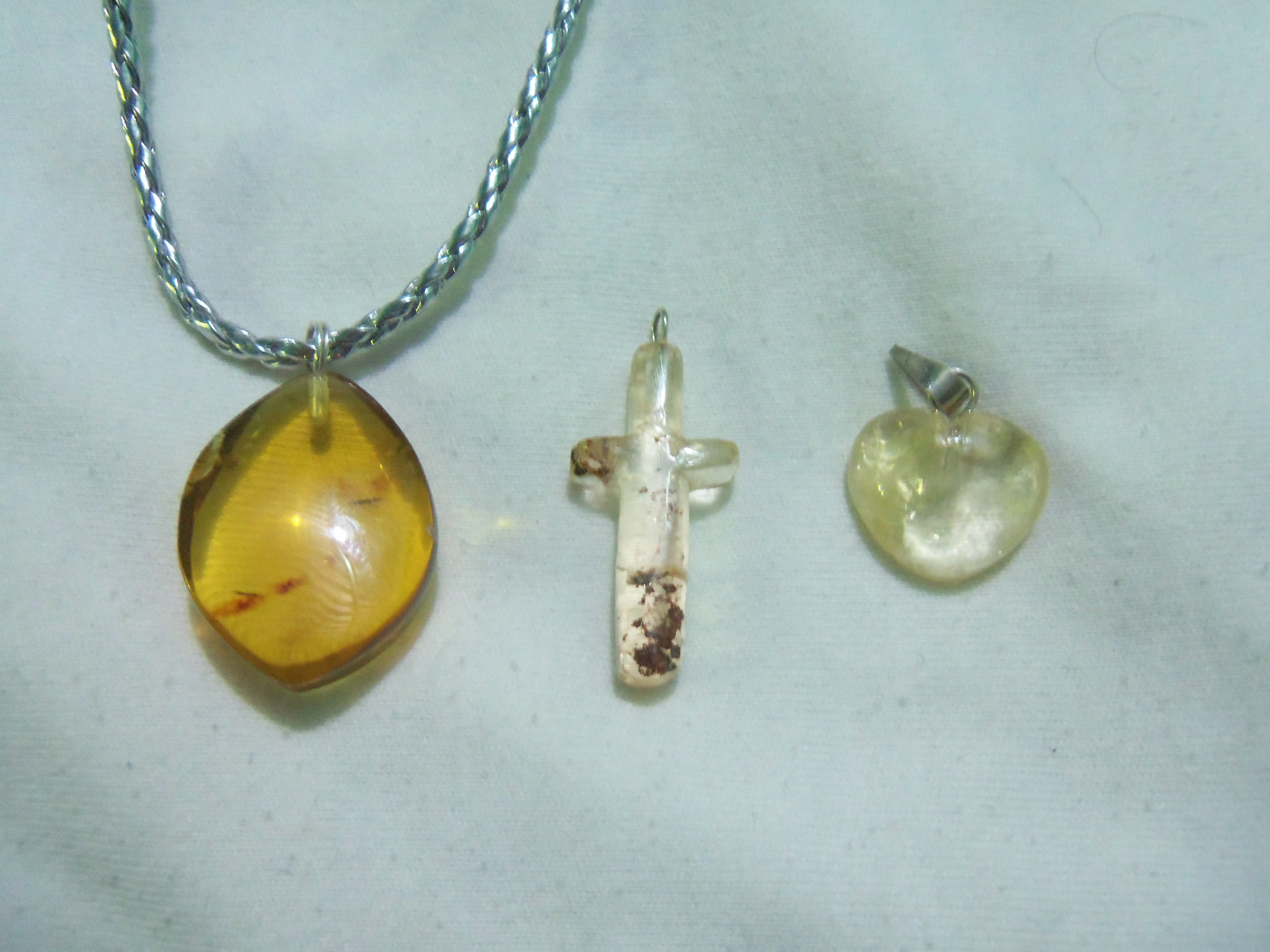
Ámbar blanco y Ámbar normal extraído del municipio de El Bosque, en el Estado de Chiapas. México.

## Economía
El principal sector del municipio es la agricultura y se produce principalmente café, maíz, frijol y plátano. También se confeccionan prendas de lana y algodón, alfarería, cestería, talabartería y torneado de madera.

## Fiestas y tradiciones
Los principales atractivos turísticos son sus celebraciones religiosas en la cabecera municipal siendo de esta manera la principal el 24 de junio, así como el carnaval que tiene inicio tres días antes del miércoles de Ceniza.

## Educación
El municipio cuenta con varias instituciones de nivel preescolar, de nivel primaria, 2 planteles de secundaria y 2 Planteles de bachillerato.

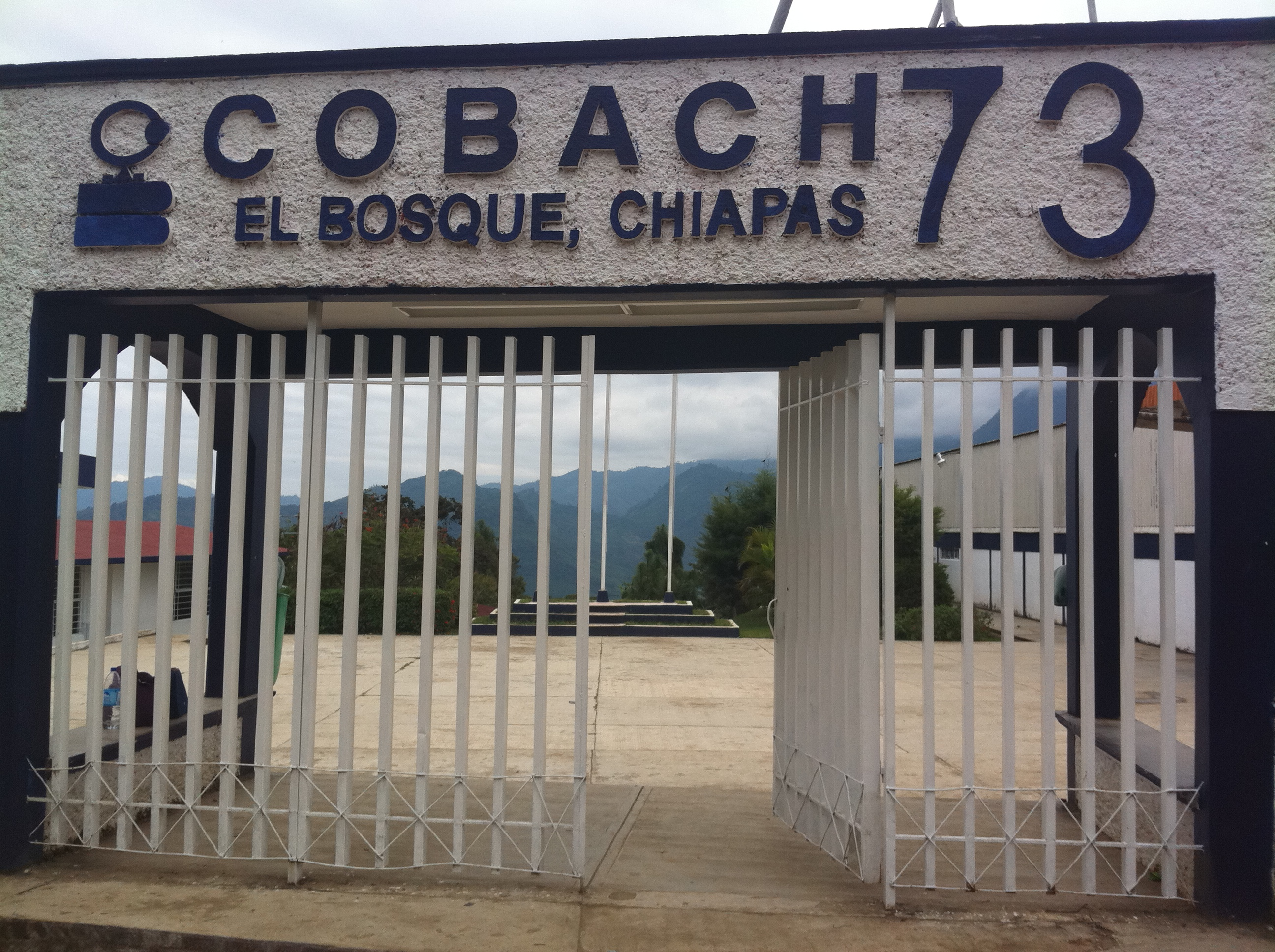
Bachillerato, ubicado en la Cabecera municipal y en los plátanos de El Bosque, Chiapas